# Tant pis ! Nos enfants paieront
Tant pis ! Nos enfants paieront est un ouvrage publié en 2016 par le journaliste économique François Lenglet.
Il y condamne le choix des 35 heures, exprime ses doutes sur le bien fondé de la zone euro et prend à partie la génération du baby boom, principale responsable selon lui de la crise française.

## Récompenses
Cet ouvrage lui vaut de recevoir le prix du livre d'économie 2016 le 14 décembre 2016 des mains de Jean Tirole.